# Ráštrapati Bhavan
Ráštrapati Bhavan (Rashtrapati Bhavan, hindsky राष्ट्रपति भवन, tj. prezidentský palác, dříve známý jako Místokrálův palác) je vládní budova v Nové Dillí, dnes oficiální sídlo indického prezidenta (původně jako sídlo místokrále). Ke komplexu patří ještě Mughalské zahrady, a dohromady zabírá palác i s pozemky 130 ha, což jej činí největší rezidencí hlavy státu na světě.
Budově byla vyčleněna velkorysá plocha a lukrativní místo v nově plánovém Novém Dillí v roce 1912. Stavbu navrhl architekt Edwin Lutyens, poté byla stavěna až do roku 1929 (oficiálně otevřená se zbytkem města roku 1931).
Stavba vycházela z edwardského baroka, zejména zprvu neměl Lutyens zvlášť pochopení pro místní architekturu, přesto se ve stavbě jisté mughalské prvky objevují (převislé lišty čhája na místě vlysu vytvářející stín a chránící proti dešti, pavilónky čhatrí apod.). Z řádové architektury modifikoval tzv. dillíjský řád.

## Externí odkazy

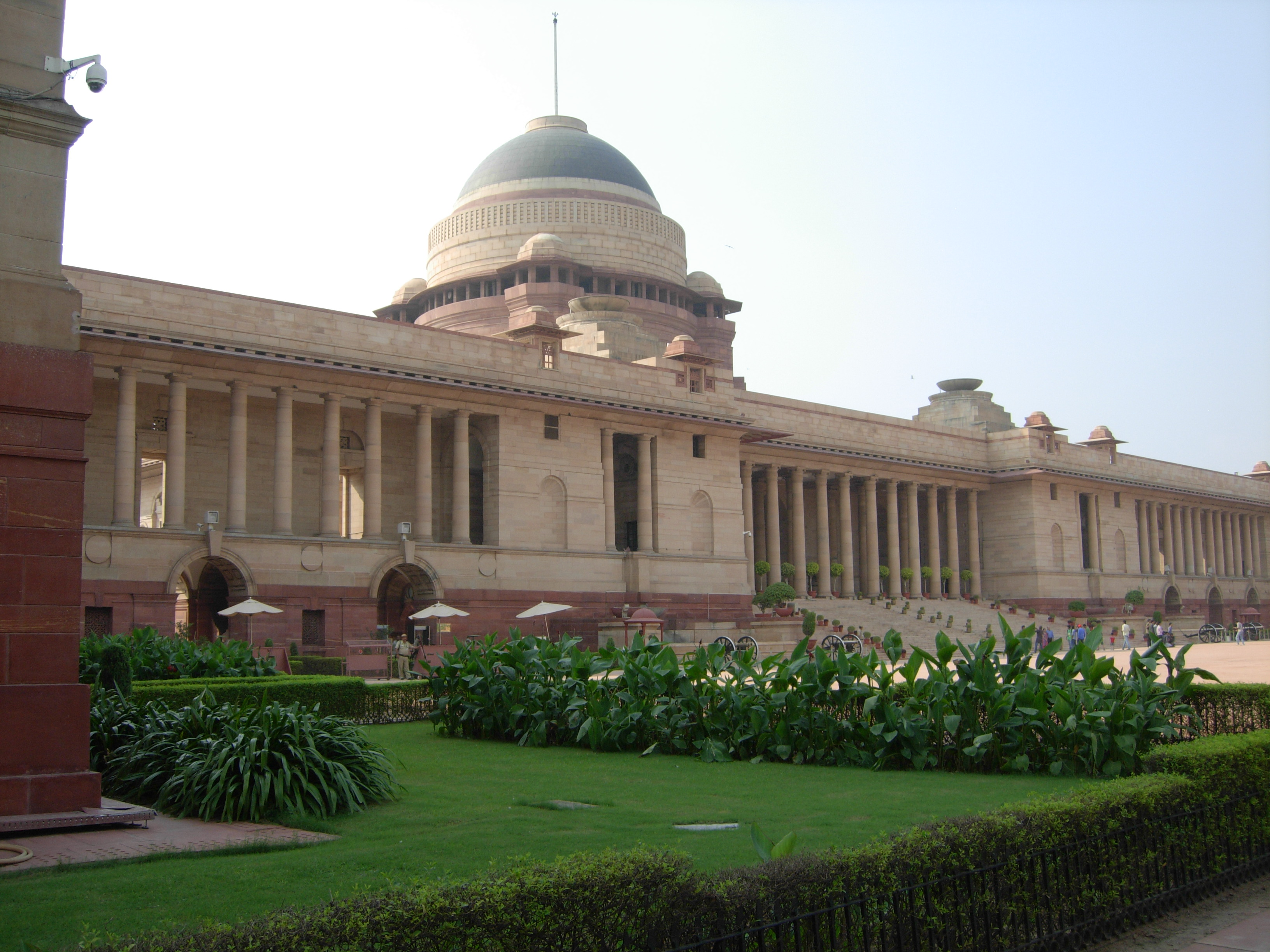
Východní fasáda